# Velino Preza
Velino M. Preza Castro, també: Presa (Victoria de Durango (estat de Durango), 26 de novembre, 1866), – Ciutat de Mèxic, 15 de desembre, 1944), va ser un compositor, pedagog musical i director d'orquestra mexicà.

## Biografia
Des de 1887 Preza Castro va viure a la Ciutat de Mèxic. Allà va estudiar al Conservatori Nacional de Música. Posteriorment va ser director de la Banda de Música de Zapadores i de la Banda de Música d'Enginyers. L'any 1904, en representació de l'alcalde, va muntar una orquestra d'harmonia policial, que va començar el 19 de setembre amb el nom de Banda Policia de la Ciudad de Mexico. Preza Castro va romandre com a director de l'orquestra fins a la seva jubilació el 1943.
A més de la seva tasca com a director, també va ser professor del conservatori i compositor.

## Composicions
Obres per a orquestra de concerts

- 1907 - Chapultepec
- 1907 - (El) Cuarto Poder, marxa (dedicada a Ciutat de Mèxic)
- 1907 - Mexico Alegre
- Iº de Dicíembre
- 2 de abril
- 23 de Julio
- Adelante
- Alauda, vals (dedicat a: Esther Ochoa)
- Canto al pueblo
- Cascadas de rosas
- Colegio militar
- Díaz-Taft
- Félix Díaz
- Gardenias, dansa per a soprano i banda de concerts
- Himno a la Patria, himne - text: Juan de Dios Peza
- Homenaje á Mérida
- Las Mañanitas
- Lindas durangueñas
- Lindas Mexicanas, marcha
- Sonrisa de angel, escocès
- ¡Viva México!, marcha
- Volverás, polka
- Ysabel la católica
- Zamacueca

Teatre Musical

Sarsuela

| Data | Títol            | Actes | Estrena                                            | Llibret                                            |
| ---- | ---------------- | ----- | -------------------------------------------------- | -------------------------------------------------- |
| 1922 | La hija de Tetis |       | 25 desembre 1922, Estat de Mèxic, Teatre principal | Manuel Mañón, basat en una història de Oscar Wilde |